# (3865) Lindbloom
(3865) Lindbloom (1988 AY4) – planetoida z pasa głównego asteroid okrążająca Słońce w ciągu 3 lat i 261 dni w średniej odległości 2,4 j.a. Odkrył ją Henri Debehogne 13 stycznia 1988 roku.